# Rallye Monte Carlo 2015

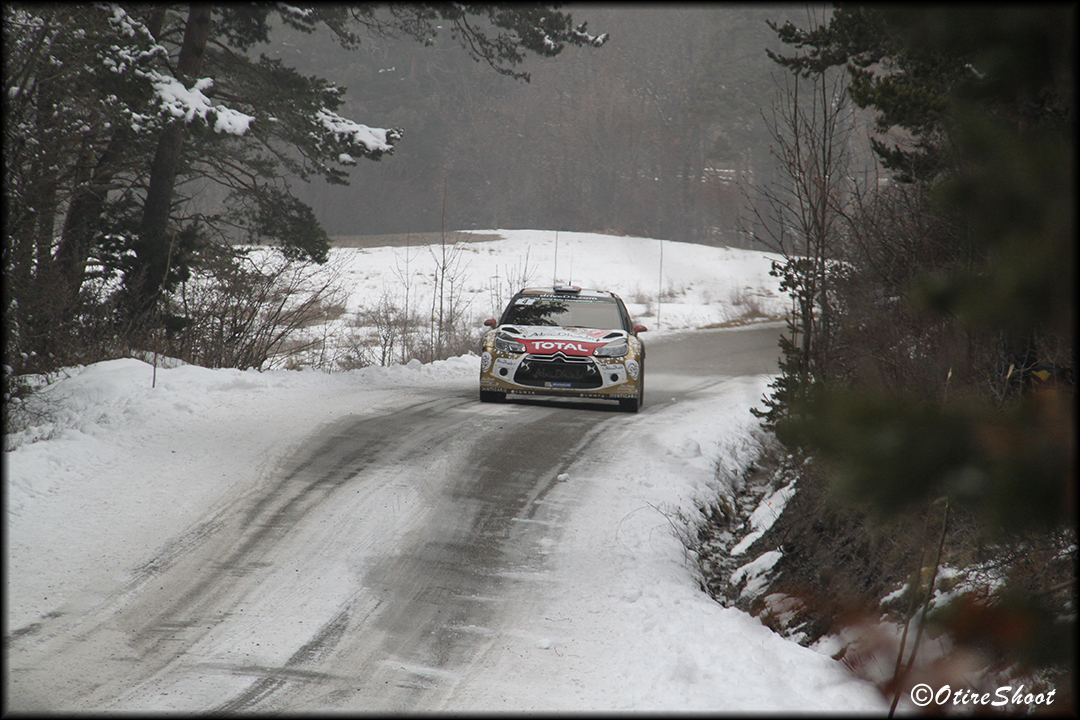
Sébastien Loeb und Daniel Elena im Citroën DS3 WRC bei der Rallye Monte Carlo 2015

Die 83. Rallye Monte Carlo war der erste von 13 FIA-Weltmeisterschaftsläufen 2015, sie dauerte vom 22. bis zum 25. Januar 2015. Insgesamt wurden 14 Wertungsprüfungen gefahren auf Asphalt, Eis und Schnee. Eine Wertungsprüfung musste wegen zu hohem Zuschaueraufkommens abgesagt werden.

## Berichte

### 1. Tag (Donnerstag, 22. Januar)
Die erste Wertungsprüfung der Rallye Monte Carlo 2015 sorgte für eine Überraschung. Rekord-Weltmeister Sébastien Loeb (Citroën) gewann diese vor Sébastien Ogier (Volkswagen). Loeb fuhr die über 21 Kilometer lange WP des Saisonauftakts um eine halbe Minute schneller als der aktuelle zweimalige Weltmeister. Ogier musste als erster auf die Prüfung. Die Straßen waren teilweise mit Schnee und Eis bedeckt. Ott Tänak (Ford) startete als Zwölfter und war um 8,9 Sekunden schneller als Ogier. Loeb war anschließend um 22 Sekunden schneller als Tänak. Somit führte nach der ersten Prüfung Loeb vor Tänak und Ogier. Die Straßenverhältnisse waren etwas besser in der zweiten WP, denn der Asphalt war lediglich nass, es gab keinen Schnee und kein Eis mehr wie in WP eins. Dadurch war der Nachteil der erstgestarteten Fahrer weniger groß. In WP2 wurde die Zeit Ogiers von keinem Fahrer geschlagen. Loeb verlor 17,6 Sekunden und belegte hinter Jari-Matti Latvala (Volkswagen) den dritten Rang. Loeb führte nach dem ersten Tag mit 13,3 Sekunden Vorsprung auf Ogier im Gesamtklassement. Latvala hatte als Dritter 36,1 Sekunden Rückstand. Tänak fehlten rund 39 Sekunden auf Loeb. Er lag auf dem vierten Rang.

### 2. Tag (Freitag, 23. Januar)
Der neunfache Weltmeister Sébastien Loeb war auf einem vereisten Abschnitt in der siebten Wertungsprüfung von der Straße gerutscht. Dabei schlug der Citroën mit dem linken Hinterrad an und die Radaufhängung wurde beschädigt. Loeb musste langsam ins Ziel fahren. Er verlor dabei sechs Minuten auf Ogier, das Duell der Weltmeister war beendet. Ott Tänak war als Vierter der beste Ford-Pilot. Er lag schon 2:44 Minuten hinter Ogier. Einzig verbliebener Citroën im Spitzenfeld war, nach Loebs-Unfall, Mads Østberg als Fünfter. Dem Norweger fehlten schon über drei Minuten nach vorne. Kris Meeke (Citroën) schied in WP8 wegen gebrochener Radaufhängung aus. Die Citroën-Fahrer gingen am Samstag gemäß Rally-2-Reglement wieder an den Start. Im Gesamtklassement lag Ogier vor Jari-Matti Latvala und Andreas Mikkelsen, alle auf Volkswagen.

### 3. Tag (Samstag, 24. Januar)
Der dritte Tag fiel etwas kürzer aus als geplant, obwohl die mit knapp 52 Kilometer längste Wertungsprüfung auf dem Programm stand. Am Vormittag musste die erste WP des Tages abgesagt werden, da sich im letzten Abschnitt zu viele Zuschauer am Straßenrand eingefunden hatten. Die Sicherheit für die Fahrer und die angereisten Leute konnte vom Veranstalter nicht gewährleistet werden. Anschließend gingen die weiteren drei WPs planmäßig durch den Tag. Sébastien Ogier verlor im Laufe des Tages eine Minute seines Vorsprungs auf Jari-Matti Latvala. Der amtierende Weltmeister ging auf teilweise vereisten Straßen kein Risiko ein. Andreas Mikkelsen ist weiterhin Dritter, denn der herannahende Citroën-Werksfahrer Mads Østberg bekam in der 12 WP technische Probleme, die nur im Servicepark von den Mechanikern gefunden werden konnten. Am Samstag übersiedelte der Servicepark von Gap zurück ins Fürstentum Monaco. Robert Kubica (Ford) war, genauso wie am Vortag, sehr schnell, aber diesmal gab es keine Zwischenfälle (Ausrutscher) wie an den ersten beiden Rallye-Tagen. Kubica fuhr in der WP10 die Bestzeit (über 51 km), war in WP11 nur um 1,8 Sekunden langsamer als Loeb und in WP12 belegte er ebenfalls den zweiten Rang. Würde man nur die Zeiten vom Samstag werten, dann würde Kubica führen in der Gesamtwertung. Am Abend des dritten Tages lag der ehemalige Formel-1-Pilot auf dem 13. Rang. Sébastien Loeb meldete sich mit der Bestzeit in WP11 zurück, verlor aber auf WP12 wegen einer falschen Reifenwahl wieder Zeit. Insgesamt konnte sich Loeb auf den neunten Platz verbessern. Kris Meeke markierte in WP12 die Bestzeit und hielt Rang zehn. Von Hyundai war bisher wenig zu sehen, Thierry Neuville und Dani Sordo fuhren mit wenig Risiko eine solide Rallye. Am Ende des Tages lag Sordo auf Platz fünf und Neuville belegte Rang sechs.

### 4. Tag (Sonntag, 25. Januar)
Die Rallye Monte Carlo war das Duell zwischen Sébastien Ogier und Sébastien Loeb, der ein voraussichtlich einmaliges Comeback für Citroën gab. Loeb übernahm am Donnerstagabend die Führung und lieferte sich am Freitag einen engen Zweikampf mit Ogier. In WP8 beschädigte sich der neunfache Weltmeister allerdings das linke Hinterrad und das Duell war vorbei. Ab dem Samstag war der Weg für Volkswagen frei für den Dreifachsieg. Im Ziel hatte Ogier 58 Sekunden Vorsprung auf Jari-Matti Latvala und über zwei Minuten auf Andreas Mikkelsen. Loeb fuhr am Samstag nach Rallye-2-Reglement wieder und belegte im Endklassement den achten Rang. Insgesamt gewann Loeb fünf Wertungsprüfungen. Bester Citroën-Fahrer im Ziel war Mads Østberg als Vierter, trotz Motorproblemen. Spannend war das Hyundai-Teamduell um Rang fünf. Dani Sordo war in der Power-Stage ein wenig langsamer als Thierry Neuville und musste Rang fünf an seinen Teamkollegen abgeben. Im Ziel trennte das Duo nur 0,8 Sekunden. Für Neuville war es die allererste Zielankunft in Monte Carlo überhaupt. Mit vier Bestzeiten untermauerte Robert Kubica seine Grundschnelligkeit, doch es gab einmal mehr Zwischenfälle. Schon am Samstag flog der Ford-Pilot von der Strecke. Am Sonntag war die Rallye durch einen weiteren Unfall endgültig beendet für Kubica. Nach der Zieldurchfahrt von WP14 krachte er in eine Mauer, weil die Bremsen versagten.

„Es war eine tolle Rallye. Mein Fehler war natürlich enttäuschend, aber ich hatte eine große Freude und habe die Rallye genossen.“

### WRC2
Stéphane Lefebvre (Citroën DS3) gewann mit einem Vorsprung von 2:14,0 Minuten, doch das klingt deutlicher, als es im Verlauf der Rallye wirklich war. Lefebvre und Martin Koci waren praktisch unzertrennlich eng hintereinander bis bei Kocis Ford Fiesta am Samstagnachmittag die Antriebswelle brach. Danach fuhr Lefebvre fehlerfrei zu seinem ersten Sieg. Craig Breen (Peugeot 208) zog an Armin Kremer (Škoda Fabia) vorbei und sicherte sich den zweiten Rang, während Eric Camilli (Ford Fiesta) Vierter wurde. Jonathan Hirschi (Peugeot 208) und Quentin Giordano (Citroën DS3) komplettieren die Top Sechs.

## Meldeliste
Nicht als WRC, WRC-2 und WRC-3 gemeldete Fahrzeuge wurden in dieser Liste nicht erfasst.
| Nr | Fahrer               | Beifahrer            | Team                         | Auto                    | Klasse           |
| -- | -------------------- | -------------------- | ---------------------------- | ----------------------- | ---------------- |
| 1  | Sébastien Ogier      | Julien Ingrassia     | Volkswagen Motorsport        | Volkswagen Polo R WRC   | WRC RC1          |
| 2  | Jari-Matti Latvala   | Miikka Anttila       | Volkswagen Motorsport        | Volkswagen Polo R WRC   | WRC RC1          |
| 3  | Kris Meeke           | Paul Nagle           | Citroën Total Abu Dhabi WRT  | Citroën DS3 WRC         | WRC RC1          |
| 4  | Sébastien Loeb       | Daniel Elena         | Citroën Total Abu Dhabi WRT  | Citroën DS3 WRC         | WRC RC1          |
| 5  | Elfyn Evans          | Daniel Barritt       | M-Sport World Rally Team     | Ford Fiesta RS WRC      | WRC RC1          |
| 6  | Ott Tänak            | Raigo Mölder         | M-Sport World Rally Team     | Ford Fiesta RS WRC      | WRC RC1          |
| 7  | Thierry Neuville     | Nicolas Gilsoul      | Hyundai World Rally Team     | Hyundai i20 WRC         | WRC RC1          |
| 8  | Dani Sordo           | Marc Marti           | Hyundai World Rally Team     | Hyundai i20 WRC         | WRC RC1          |
| 9  | Andreas Mikkelsen    | Ola Floene           | Volkswagen Motorsport II     | Volkswagen Polo R WRC   | WRC RC1          |
| 12 | Mads Østberg         | Jonas Andersson      | Citroën Total Abu Dhabi WRT  | Citroën DS3 WRC         | WRC RC1          |
| 14 | Henning Solberg      | Ilka Minor           | Henning Solberg              | Ford Fiesta RS WRC      | WRC RC1          |
| 15 | Bryan Bouffier       | Xavier Panseri       | M-Sport World Rally Team     | Ford Fiesta RS WRC      | WRC RC1          |
| 16 | Robert Kubica        | Maciej Szczepaniak   | RK World Rally Team          | Ford Fiesta RS WRC      | WRC RC1          |
| 17 | Yuriy Protasov       | Pavlo Cherepin       | D-Max Racing                 | Citroën DS 3 WRC        | WRC RC1          |
| 18 | Sébastien Chardonnet | Thibault de la Haye  | Sébastien Chardonnet         | Citroën DS3 WRC         | WRC RC1          |
| 19 | Jean-Michel Raoux    | Thomas Escartefigue  | Jean-Michel Raoux            | Ford Fiesta RS WRC      | WRC RC1          |
| 21 | Martin Prokop        | Jan Tománek          | Jipocar Czech National Team  | Ford Fiesta RS WRC      | WRC RC1          |
| 32 | Stéphane Lefebvre    | Stéphane Prévot      | PH Sport                     | Citroën DS3 R5          | WRC-2 RC2        |
| 33 | Quentin Giordano     | Valentin Sarreaud    | Quentin Giordano             | Citroën DS3 R5          | WRC-2 RC2        |
| 34 | Craig Breen          | Scott Martin         | Sainteloc Junior Team        | Peugeot 208 T16         | WRC-2 RC2        |
| 35 | Jourdan Serderidis   | William Mergny       | Jourdan Serderidis           | Citroën DS3 R5          | WRC-2 RC2        |
| 36 | Julien Maurin        | Nicolas Klingler     | Julien Maurin                | Ford Fiesta RRC         | WRC-2 RC2        |
| 37 | Lorenzo Bertelli     | Giovanni Bernacchini | FWRT s.r.l.                  | Ford Fiesta RS WRC      | WRC RC1          |
| 38 | Marco Vallario       | Antonio Pascale      | Marco Vallario               | Mitsubishi Lancer Evo X | WRC-2 RC2        |
| 39 | Eric Camilli         | Benjamin Veillas     | Eric Camilli                 | Ford Fiesta R5          | WRC-2 RC2        |
| 40 | Jonathan Hirschi     | Vincent Landais      | Jonathan Hirschi             | Peugeot 208 T16         | WRC-2 RC2        |
| 41 | Armin Kremer         | Klaus Wicha          | Baumschlager Rallye & Racing | Škoda Fabia S2000       | WRC-2 RC2        |
| 42 | Henk Lategan         | Barry White          | Henk Lategan                 | Škoda Fabia S2000       | WRC-2 RC2        |
| 43 | Martin Koči          | Lukáš Kostka         | Styllex Slovak National Team | Ford Fiesta R5          | WRC-2 RC2        |
| 51 | Charlotte Dalmasso   | Marine Delon         | Charlotte Dalmasso           | Citroën DS3 R3T Max     | WRC-3 RC3 (JWRC) |
| 52 | Simone Tempestini    | Matteio Chiarcossi   | Simone Tempestini            | Citroën DS3 R3T Max     | WRC-3 RC3 (JWRC) |
| 53 | Ole Christian Veiby  | Anders Jaeger        | Printsport Oy                | Citroën DS3 R3T Max     | WRC-3 RC3 (JWRC) |
| 54 | Daniel McKenna       | Andrew Grennan       | Daniel McKenna               | Citroën DS3 R3T Max     | WRC-3 RC3 (JWRC) |
| 56 | Alessandor Re        | Giacomo Ciucci       | Alessandor Re                | Citroën DS3 R3T Max     | WRC-3 RC3 (JWRC) |
| 57 | Yohan Rossel         | Benoît Fulcrand      | Equipe de France FFSA        | Citroën DS3 R3T Max     | WRC-3 RC3 (JWRC) |
| 58 | Terry Folb           | Frank la Floch       | Terry Folb                   | Citroën DS3 R3T Max     | WRC-3 RC3 (JWRC) |
| 59 | Kornél Lukács        | Márk Mesterházi      | Kornél Lukács                | Citroën DS3 R3T Max     | WRC-3 RC3 (JWRC) |
| 60 | Quentin Gilbert      | Renaud Jamoul        | Quentin Gilbert              | Citroën DS3 R3T Max     | WRC-3 RC3 (JWRC) |
| 61 | Christian Riedemann  | Michael Wenzel       | ADAC Weser-Ems               | Citroën DS3 R3T Max     | WRC-3 RC3 (JWRC) |
| 62 | John Wartique        | Gabin Moreau         | J-Motorsport                 | Citroën DS3 R3T Max     | WRC-3 RC3 (JWRC) |

| Icon  | Klasse                                                            |
| ----- | ----------------------------------------------------------------- |
| WRC   | WRC Werksteams und um Herstellerpunkte eingetragene Privatteams   |
| WRC   | Werksteams und um nicht Herstellerpunkte eingetragene Privatteams |
| WRC-2 | Gemeldet für WRC-2                                                |
| WRC-3 | Gemeldet für WRC-3 (JWRC)                                         |

## Klassifikationen

### Endergebnis
| Rang   | Fahrer             | Beifahrer         | Auto                    | Zeit      | Rückstand | Punkte + Power Stage |
| ------ | ------------------ | ----------------- | ----------------------- | --------- | --------- | -------------------- |
| WRC    |                    |                   |                         |           |           |                      |
| 1      | Sébastien Ogier    | Julien Ingrassia  | Volkswagen Polo R WRC   | 3:36:40.2 |           | 25                   |
| 2      | Jari-Matti Latvala | Miikka Anttila    | Volkswagen Polo R WRC   | 3:37:38.2 | 0:58.0    | 18 + 1               |
| 3      | Andreas Mikkelsen  | Ola Fløene        | Volkswagen Polo R WRC   | 3:38:52.5 | 2:12.3    | 15                   |
| 4      | Mads Østberg       | Jonas Andersson   | Citroën DS3 WRC         | 3:39:23.8 | 2:43.6    | 12                   |
| 5      | Thierry Neuville   | Nicolas Gilsoul   | Hyundai i20 WRC         | 3:39:52.3 | 3:12.1    | 10                   |
| 6      | Dani Sordo         | Marc Martí        | Hyundai i20 WRC         | 3:39:53.1 | 3:12.9    | 8                    |
| 7      | Elfyn Evans        | Daniel Barritt    | Ford Fiesta RS WRC      | 3:42:03.9 | 5:23.7    | 6                    |
| 8      | Sébastien Loeb     | Daniel Elena      | Citroën DS3 WRC         | 3:45:14.9 | 8:34.7    | 4 + 2                |
| 9      | Martin Prokop      | Jan Tománek       | Ford Fiesta RS WRC      | 3:46:35.0 | 9:54.8    | 2                    |
| 10     | Kris Meeke         | Paul Nagle        | Citroën DS3 WRC         | 3:47:35.8 | 10:55.6   | 1 + 3                |
| WRC2   |                    |                   |                         |           |           |                      |
| 1 (12) | Stéphane Lefebvre  | Stéphane Prévot   | Citroën DS3 R5          | 3:49:36.7 |           | 25                   |
| 2 (13) | Craig Breen        | Scott Martin      | Peugeot 208 T16         | 3:51:50.7 | 2:14.0    | 18                   |
| 3 (14) | Armin Kremer       | Klaus Wicha       | Škoda Fabia S2000       | 3:52:03.7 | 2:27.0    | 15                   |
| 4 (15) | Eric Camilli       | Benjamin Veillas  | Ford Fiesta R5          | 3:54:36.4 | 4:59.7    | 12                   |
| 5 (19) | Jonathan Hirschi   | Vincent Landais   | Peugeot 208 T16         | 3:59:29.5 | 9:52.8    | 10                   |
| 6 (21) | Quentin Giordano   | Valentin Sarreaud | Citroën DS3 R5          | 4:06:53.7 | 17:17.0   | 8                    |
| 7 (66) | Alain Foulon       | Gilles Delarche   | Mitsubishi Lancer EVO X | 4:52:15.9 | 1:02:39.2 | 6                    |
| 8 (75) | Marco Vallario     | Antonio Pascale   | Mitsubishi Lancer EVO X | 5:14:44.3 | 1:25:07.6 | 4                    |

Quelle: 

### Wertungsprüfungen
| Tag                             | WP                                             | Name                                     | Länge                           | Start MEZ                       | Fahrer                          | Beifahrer                       | Auto                            | Zeit                            | Ø km/h                          | Leader          |
| ------------------------------- | ---------------------------------------------- | ---------------------------------------- | ------------------------------- | ------------------------------- | ------------------------------- | ------------------------------- | ------------------------------- | ------------------------------- | ------------------------------- | --------------- |
| 1. Tag (22. Jan.)               | WP1                                            | Entrevaux – Rouaine                      | 21.31 km                        | 20:21                           | Sébastien Loeb                  | Daniel Elena                    | Citroën DS3 WRC                 | 15:53.5                         | 80.5 km/h                       | Sébastien Loeb  |
| 1. Tag (22. Jan.)               | WP2                                            | Norante – Digne-les-Bains                | 19.68 km                        | 21:29                           | Sébastien Ogier                 | Julien Ingrassia                | Volkswagen Polo R WRC           | 13:57.1                         | 84.6 km/h                       | Sébastien Loeb  |
| 1. Tag (22. Jan.)               | Service Park 23:26 Uhr (48 Min)                |                                          |                                 |                                 |                                 |                                 |                                 |                                 |                                 | Sébastien Loeb  |
| 2. Tag (23. Jan.)               | Service Park 08:10 Uhr (18 Min)                | Service Park 08:10 Uhr (18 Min)          | Service Park 08:10 Uhr (18 Min) | Service Park 08:10 Uhr (18 Min) | Service Park 08:10 Uhr (18 Min) | Service Park 08:10 Uhr (18 Min) | Service Park 08:10 Uhr (18 Min) | Service Park 08:10 Uhr (18 Min) | Service Park 08:10 Uhr (18 Min) | Sébastien Loeb  |
| 2. Tag (23. Jan.)               | WP3                                            | La Salle en Beaumont – Corps 1           | 15.84 km                        | 09:56                           | Sébastien Loeb                  | Daniel Elena                    | Citroën DS3 WRC                 | 10:23.9                         | 91.4 km/h                       | Sébastien Loeb  |
| 2. Tag (23. Jan.)               | WP4                                            | Aspres-les-Corps – Chauffayer 1          | 25.81 km                        | 10:29                           | Robert Kubica                   | Maciej Szczepaniak              | Ford Fiesta RS WRC              | 15:27.0                         | 100.2 km/h                      | Sébastien Loeb  |
| 2. Tag (23. Jan.)               | WP5                                            | Les Costes – Saint-Julien en Champsaur 1 | 25.40 km                        | 11:07                           | Robert Kubica                   | Maciej Szczepaniak              | Ford Fiesta RS WRC              | 15:13.2                         | 100.1 km/h                      | Sébastien Loeb  |
| 2. Tag (23. Jan.)               | Service Park 12:37 Uhr (33 Min)                |                                          |                                 |                                 |                                 |                                 |                                 |                                 |                                 | Sébastien Loeb  |
| 2. Tag (23. Jan.)               | WP6                                            | La Salle en Beaumont – Corps 2           | 15.84 km                        | 14:38                           | Sébastien Loeb                  | Daniel Elena                    | Citroën DS3 WRC                 | 10:26.1                         | 91.1 km/h                       | Sébastien Loeb  |
| 2. Tag (23. Jan.)               | WP7                                            | Aspres-les-Corps – Chauffayer 2          | 26.08 km                        | 15:11                           | Robert Kubica                   | Maciej Szczepaniak              | Ford Fiesta RS WRC              | 14:36.1                         | 106.1 km/h                      | Sébastien Ogier |
| 2. Tag (23. Jan.)               | WP8                                            | Les Costes – Saint-Julien en Champsaur 2 | 25.40 km                        | 15:49                           | Sébastien Ogier                 | Julien Ingrassia                | Volkswagen Polo R WRC           | 15:15.9                         | 99.8 km/h                       | Sébastien Ogier |
| 2. Tag (23. Jan.)               | Service Park 17:14 Uhr (48 Min)                |                                          |                                 |                                 |                                 |                                 |                                 |                                 |                                 | Sébastien Ogier |
| 3. Tag (24. Jan.)               |                                                |                                          |                                 |                                 |                                 |                                 |                                 |                                 |                                 | Sébastien Ogier |
| Service Park 08:10 Uhr (18 Min) |                                                |                                          |                                 |                                 |                                 |                                 |                                 |                                 |                                 | Sébastien Ogier |
| WP9                             | Prunières – Embrun 1                           | 19.93 km                                 | 09:16                           | abgesagt                        | abgesagt                        | abgesagt                        | abgesagt                        |                                 |                                 | Sébastien Ogier |
| WP10                            | Lardier et Valença – Faye                      | 51.66 km                                 | 10:49                           | Robert Kubica                   | Maciej Szczepaniak              | Ford Fiesta RS WRC              | 30:41.9                         | 101.0 km/h                      |                                 | Sébastien Ogier |
| Service Park 12:34 Uhr (33 Min) |                                                |                                          |                                 |                                 |                                 |                                 |                                 |                                 |                                 | Sébastien Ogier |
| WP11                            | Prunières – Embrun 2                           | 19.93 km                                 | 13:55                           | Sébastien Loeb                  | Daniel Elena                    | Citroën DS3 WRC                 | 10:42.4                         | 111.7 km/h                      |                                 | Sébastien Ogier |
| WP12                            | Sisteron – Thoard                              | 36.85 km                                 | 15:43                           | Kris Meeke                      | Paul Nagle                      | Citroën DS3 WRC                 | 24:32.9                         | 90.0 km/h                       |                                 | Sébastien Ogier |
| 4. Tag (25. Jan.)               |                                                |                                          |                                 |                                 |                                 |                                 |                                 |                                 |                                 | Sébastien Ogier |
| Service Park 07:30 (48 Min)     |                                                |                                          |                                 |                                 |                                 |                                 |                                 |                                 |                                 | Sébastien Ogier |
| WP13                            | Col Saint Jean – Saint Laurent 1               | 10.16 km                                 | 09:35                           | Kris Meeke                      | Paul Nagle                      | Citroën DS3 WRC                 | 6:33.7                          | 93.0 km/h                       |                                 | Sébastien Ogier |
| WP14                            | La Bollène Vésubie – Sospel                    | 31.66 km                                 | 10:50                           | Sébastien Loeb                  | Daniel Elena                    | Citroën DS3 WRC                 | 22:27.3                         | 84.6 km/h                       |                                 | Sébastien Ogier |
| WP15                            | Col Saint Jean – Saint Laurent 2 (Power Stage) | 10.16 km                                 | 12:08                           | Kris Meeke                      | Paul Nagle                      | Citroën DS3 WRC                 | 6:30.5                          | 93.8 km/h                       |                                 | Sébastien Ogier |
| Service Park 13:26 (33 Min)     |                                                |                                          |                                 |                                 |                                 |                                 |                                 |                                 |                                 | Sébastien Ogier |

* Während der angegebenen Zeiten darf im Service Park an den Autos gearbeitet werden.

Quelle: 

## Fahrerwertung nach der Rallye
Das Punktesystem für die ersten zehn Fahrer ist 25-18-15-12-10-8-6-4-2-1. Für die Power-Stage erhalten die drei schnellsten Fahrer jeweils 3-2-1 Bonuspunkte für die Fahrer-Weltmeisterschaft.
| Pos | Fahrer             | Punkte |
| --- | ------------------ | ------ |
| 01  | Sébastien Ogier    | 25     |
| 02  | Jari-Matti Latvala | 19     |
| 03  | Andreas Mikkelsen  | 15     |
| 04  | Mads Østberg       | 12     |
| 05  | Thierry Neuville   | 10     |
| 06  | Dani Sordo         | 08     |
| 07  | Elfyn Evans        | 06     |
|     | Sébastien Loeb     | 06     |
| 09  | Kris Meeke         | 04     |
| 10  | Martin Prokop      | 02     |